# 1256 w polityce
Wydarzenia polityczne w 1256 roku.

## Wydarzenia
- Przemysł I, Bolesław Pobożny i Kazimierz kujawski najechali Pomorze i zdobyli Raciąż, Świętopełk za odszkodowanie zrezygnował z Nakła[1].

## Zmarli
- Mafalda Portugalska, królowa Kastylii[2].